# ثولاني سيريرو
ثولاني كالب سيريرو (بالإنجليزية: Thulani Caleb Serero)‏ وهو لاعب كرة قدم جنوب إفريقي في مركز الوسط المهاجم ولد في يوم 11 أبريل 1990 في مدينة سويتو في جنوب أفريقيا ويلعب حاليًا مع نادي خورفكان الإماراتي ولعب مع نادي اياكس كيبتاون في جنوب أفريقيا وهو يلعب مع منتخب جنوب أفريقيا لكرة القدم منذ عام 2011.

## روابط خارجية
- ثولاني سيريرو على موقع الاتحاد الدولي (مؤرشف)  (الإنجليزية)
- ثولاني سيريرو على موقع قاعدة بيانات كرة القدم.إي يو (الإنجليزية)
- ثولاني سيريرو على موقع ناشيونال فوتبول تيمز (الإنجليزية)
- ثولاني سيريرو على موقع Soccerway.com (الإنجليزية)
- ثولاني سيريرو على موقع عالم كرة القدم.نت (الإنجليزية)
- ثولاني سيريرو على موقع AS.com (الإسبانية)